# 흠뻑쇼
흠뻑쇼는 가수 싸이의 여름 브랜드 콘서트다. 콘서트 중에 물이 뿌려지며, 2011년 첫 공연을 시작으로 2012년 두 해 진행되었다. 그 후 5년 간 개최되지 않았다가 이후 2017년에 다시 개최되며 2019년 공연까지 매년 개최되었다. 이후 코로나로 인해 3년 간 개최되지 않았다가 2022년 7월 9일 인천에서부터 전국 투어를 시작했다.

## 개요
기본적으로 무대는 대문자 I와 같은 형식으로 되어있으며, 무대를 따라 스프링클러가 설치되어 있어 물줄기를 맞을 수 있다.
다양한 무대 효과를 사용하는데 <싸이 흠뻑쇼 - Summer Swag 2019>의 경우 돌출 무대 끝에 방사형 물줄기를 뿌리고, 그곳에 레이저를 쏘는 효과를 사용했다.
러닝 타임은 다른 아티스트의 공연에 비해 다소 길며, 관객의 호응도에 따라 공연의 길이가 달라진다. 또한 좌석은 대부분이 스탠딩 좌석이며 일부 지정석도 존재한다.

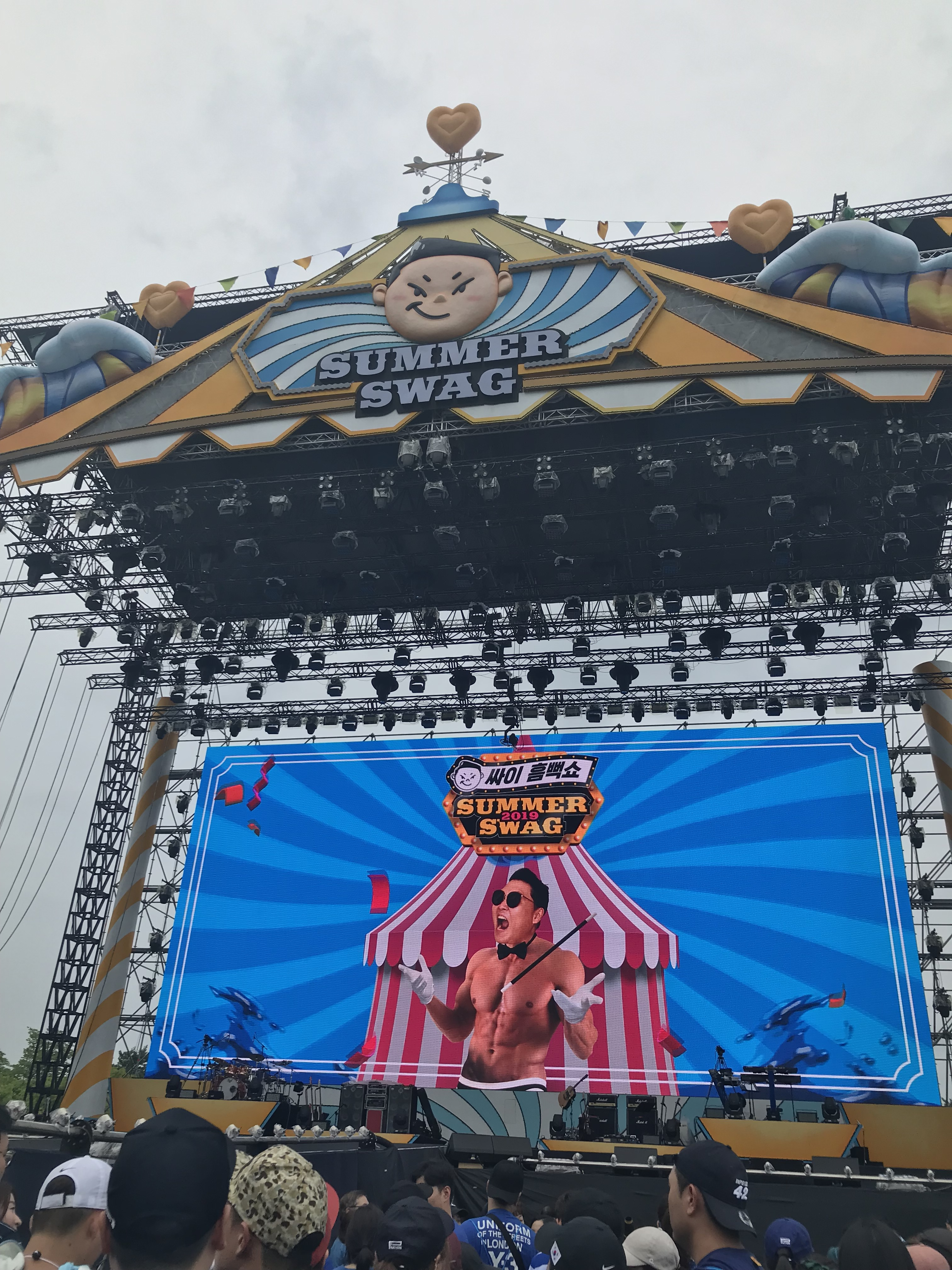
2019년 7월 26일 대구 공연 현장

## 역대 투어 목록
| 공연 날짜      | 공연 도시 | 공연 장소                      | 회차 시/비고 |
| -------------- | --------- | ------------------------------ | ------------ |
| 2011년 8월 6일 | 서울      | 서울 잠실종합운동장 보조경기장 | 1회 공연     |

| 공연 날짜       | 공연 도시 | 공연 장소                      | 회차 시/비고 |
| --------------- | --------- | ------------------------------ | ------------ |
| 2012년 8월 11일 | 서울      | 서울 잠실종합운동장 보조경기장 | 1회 공연     |

| 공연 날짜              | 공연 도시 | 공연 장소                      | 회차 시/비고 |
| ---------------------- | --------- | ------------------------------ | ------------ |
| 2017년 7월 29일        | 부산      | 부산 아시아드 보조경기장       | 1회 공연     |
| 2017년 8월 4일~8월 5일 | 서울      | 서울 잠실종합운동장 보조경기장 | 2회 공연     |
| 2017년 8월 11일        | 대전      | 대전 월드컵 경기장             | 1회 공연     |
| 2017년 8월 19일        | 대구      | 대구 삼성라이온즈파크          | 1회 공연     |
| 2017년 8월 26일        | 광주      | 광주 월드컵 보조경기장         | 1회 공연     |

| 공연 날짜              | 공연 도시 | 공연 장소                      | 회차 시/ 비고 |
| ---------------------- | --------- | ------------------------------ | ------------- |
| 2018년 7월 21일        | 부산      | 부산 아시아드 주경기장         | 1회 공연      |
| 2018년 7월 28일        | 대구      | 대구 스타디움 보조경기장       | 1회 공연      |
| 2018년 8월 3일~8월 4일 | 서울      | 서울 잠실종합운동장 보조경기장 | 2회 공연      |
| 2018년 8월 11일        | 대전      | 대전 월드컵 경기장             | 1회 공연      |
| 2018년 8월 18일        | 인천      | 인천 아시아드 주경기장         | 1회 공연      |
| 2018년 8월 25일        | 광주      | 광주 월드컵 경기장             | 1회 공연      |

| 공연 날짜                | 공연 도시 | 공연 장소                      | 회차 시/비고 |
| ------------------------ | --------- | ------------------------------ | ------------ |
| 2019년 7월 13일          | 수원      | 수원 월드컵경기장 보조경기장   | 1회 공연     |
| 2019년 7월 19일~7월 21일 | 부산      | 부산 아시아드 보조경기장       | 3회 공연     |
| 2019년 7월 26일~7월 27일 | 대구      | 대구 스타디움 보조경기장       | 2회 공연     |
| 2019년 8월 3일           | 광주      | 광주 월드컵 경기장             | 1회 공연     |
| 2019년 8월 9일~11일      | 서울      | 서울 잠실종합운동장 보조경기장 | 3회 공연     |
| 2019년 8월 17일          | 인천      | 인천 아시아드 주경기장         | 1회 공연     |
| 2019년 8월 24일          | 대전      | 대전 월드컵 경기장             | 1회 공연     |

| 공연 날짜            | 공연 도시 | 공연 장소                      | 회차 시/비고 |
| -------------------- | --------- | ------------------------------ | ------------ |
| 2022년 7월 9일       | 인천      | 인천 아시아드주경기장          | 1회 공연     |
| 2022년 7월 15일~17일 | 서울      | 서울 잠실종합운동장 보조경기장 | 3회 공연     |

| 공연 날짜       | 공연 도시 | 공연 장소                      | 회차 시/비고 |
| --------------- | --------- | ------------------------------ | ------------ |
| 2012년 8월 11일 | 서울      | 서울 잠실종합운동장 보조경기장 | 1회 공연     |

| 공연 날짜      | 공연 도시 | 공연 장소                      | 회차 시/비고 |
| -------------- | --------- | ------------------------------ | ------------ |
| 2011년 8월 6일 | 서울      | 서울 잠실종합운동장 보조경기장 | 1회 공연     |

| 공연 날짜       | 공연 도시 | 공연 장소                      | 회차 시/비고 |
| --------------- | --------- | ------------------------------ | ------------ |
| 2012년 8월 11일 | 서울      | 서울 잠실종합운동장 보조경기장 | 1회 공연     |

## 기본 셋 리스트
1. Right now (앨범 PSYFIVE  발매 2010.10.20.) 
2. 연예인 (앨범 싸집  발매 2006.07.24.) 
3. 새 (앨범 Psy From The Psycho World  발매 2001.01.18.) 
4. 예술이야 (앨범 PSYFIVE  발매 2010.10.20.)  
5. 오늘 밤새 (앨범 PSYFIVE  발매 2010.10.20.)   
6. 어땠을까 (앨범 싸이6甲 Part 1  발매 2012.07.15.) 
7. 흔들어 주세요 (앨범 무한도전 서해안 고속도로 가요제  발매 2011.07.02.) 
8. I LUV IT (앨범 PSY 8th 4X2=8  발매 2017.05.10.) 
9. GENTLEMAN (앨범 GENTLEMAN  발매 2013.04.12.) 
10. DADDY (앨범 칠집 싸이다  발매 2015.12.01.) 
11. New Face (앨범 PSY 8th 4X2=8  발매 2017.05.10.)  
12. 나팔바지 (앨범 칠집 싸이다  발매 2015.12.01.) 
13. 아버지 (앨범 Remake & Mix 18번  발매 2005.07.23.) 
14. 강남 스타일 (앨범 싸이6甲 Part 1  발매 2012.07.15.) 
15. 낙원 (앨범 3마이  발매 2002.09.19.) 
16. 챔피언 (앨범 3마이  발매 2002.09.19.) 
17. 예술이야 (앨범 PSYFIVE  발매 2010.10.20.)  
18. 마지막 장면 (앨범 PSY 8th 4X2=8  발매 2017.05.10.) 

## 공식 굿즈
·  싸이 흠뻑쇼 X 크록스 
· 싸이 흠뻑쇼 X 크록스 지비츠
· 싸이 흠뻑쇼 X 뉴에라
· 싸이 흠뻑쇼 응원봉
· 싸이 흠뻑쇼 타투 스티커
· 싸이 흠뻑쇼 타월
· 싸이 흠뻑쇼 PVC 백 (CROSS.WAIST 버전)
· 싸이 흠뻑쇼 티셔츠 (풀 커스텀) 
· 싸이 흠뻑쇼 티셔츠 (그래픽 문구)

## 기타
성시경, 크러쉬, 현아, 에픽하이, 헤이즈, 아이유 등 투어마다 2명 이상의 게스트가 출연했다.
아이유는 2017년 8월 4일 서울 잠실 운동장 보조 경기장에서 열린 <싸이 흠뻑쇼 - Summer Swag 2017> 깜짝 게스트로 출연했다. 이날 아이유는 싸이와 '어땠을까'를 열창했다. (원곡은 박정현) 노래를 마친 아이유는 "콘서트에 참석하기 위해 대기실에서 기다리고 있는데, 싸이 선배님 히트곡이 정말 많더라"며 감탄했다. 그는 또 "지금까지도 아는 노래들이 정말 많이 나왔는데 아직 절반도 안 나온거라더라"며 관객들에게 기대를 부탁했다.  "내 노래는 잠시 쉬어가는 타이밍"이라고 너스레를 떤 아이유는 관객들 앞에서 자신의 히트곡 '밤 편지'를 불렀다.  
2019년 7월 26일 대구 공연에선 게스트로 에픽하이와 헤이즈가 출연했다. 헤이즈는 대구 사람이라 본 공연이 더욱 뜻깊게 느껴졌다고 했다.
2017년부터 최근 2019년 투어까지 관객의 드레스 코드는 `블루`였다. 통일된 색상을 통해 하나 된 마음으로 공연을 즐길 수 있게 하려는 것이 의도였다.
공식 포스터는 다양한 영화와 포스터를 패러디했다. 
대표적으로 2018년 공연에서는 애니메이션 '스머프'를 패러디한 '싸머프'를 사용했고, 2019년 공연에서는 영화 아쿠아맨을 패러디한 '싸쿠아 맨'을 공식 포스터로 만들었다.
태풍 등의 특수한 경우가 아니라면 공연의 특성 상 비가 올 때라도 공연이 진행된다.
<싸이 흠뻑쇼 - Summer Swag 2019> 부산은 2019년 7월 19. 20일 양일 간 진행될 예정이었지만, 19일 공연을 마치고 20일에 제5호 태풍 다나스 영향으로 미뤄졌다.
싸이는 이 날 인스타그램을 통해 "예보 상으로 태풍은 오후께 소멸한다고 하지만, 현재 부산 지역은 많은 비를 동반한 강풍 경보 상태"라면서 "안전 상의 문제로 오늘 공연은 어렵다고 판단했다"고 전했다.
이어 그는 이날 예매자 2만3천 관객을 위한 대책으로 공연을 하루 연기한다며 취소를 원하면 전액 환불해주겠다고 덧붙였었다. 그 후 다음 날인 21일에 부산에서 마지막 공연을 재개했다.
싸이는 <싸이 흠뻑쇼 - Summer Swag 2019> 공연에서 자신의 신곡인 `셀럽`을 공개했다. 공연 중 등장한 뮤직비디오에선 가수 및 배우인 `수지`가 등장했다.
<싸이 흠뻑쇼 - Summer Swag 2019> 투어를 앞두고 YG 성 접대 스캔들로 투어의 차질이 생긴다는 여론이 강했으나 `싸이`는 투어를 강행하며 스캔들에 관해 자신이 혐의가 없다는 것을 밝혔다.
스캔들로 인해 공연을 기다리던 예매자들은 티켓 대행사에 환불 요청을 하였고, 원칙적으로 취소를 위해선 수수료가 부과되지만, 이번 투어에선 관람을 원치 않은 예매자들은 수수료 없이 환불해주었다.
<싸이 흠뻑쇼 - Summer Swag 2017> 투어에선 회당 150톤 가량의 물, 1,600개의 LED 타일, 화약 1,500발 등의 역대급 물량 공세를 퍼부었다. 주 무대 역시 80M에 달하는 크기로 싸이 공연 사상 최대 규모로 꾸며졌다.
<싸이 흠뻑쇼 - Summer Swag 2017> 투어에선 총 부산, 서울, 대전, 대구, 광주 등 총 5개 도시, 6회 공연을 통해 13만 5,000여 명의 관객과 만났다.
`전 국민 수강신청`으로 불리는 `흠뻑쇼`는 <싸이 흠뻑쇼 - Summer Swag 2017,18,19>에서 서버 폭주로 인해 일시적으로 티켓 대행사 서버가 다운되었다.
<싸이 흠뻑쇼 - Summer Swag 2018> 서울 공연에선 8월 3~4일 양일 간 진행될 예정이었지만 2회 차 공연 티켓이 모두 팔려 5일 공연을 추가로 열었다. 
이 해 투어에선 약 15만 명의 관람객들이 참여했다. 
2011년 공연부터 2019년 공연까지 관람하는 모든 관객들에게 입장 전 우비와 비닐 방수팩을 나누어 준다.

## 참고 및 원문
- https://www.instagram.com/42psy42/
- http://www.kyeongin.com/main/view.php?key=20190720010007555
- http://www.sportsseoul.com/news/read/539021
- https://www.yna.co.kr/view/AKR20180619043200005?input=1195m